# Pírgosz
Pírgosz város Görögország déli részén, Nyugat-Görögország régióban, Ília regionális egység székhelye. A Peloponnészoszi-félsziget nyugati részén fekszik, 4 km-re a Jón-tengertől. A város lakossága a 2011-es népszámlálás idején 24 359 fő, várost is magába foglaló önkormányzat lakossága 47 995 fő volt.

## Önkormányzat
Pírgosz önkormányzata egy 2011-es kormányrendelet hatására alakult meg négy korábbi önkormányzat egyesülésével. Az önkormányzat négy kisebb önkormányzati egységből áll és területe 456 610 km².

## Nevének eredete
Pyrgos neve görögül „torny" jelentésű. 

## Történelem
Pyrgos eredete egészen a Kr. u. 16. századig, a velenceiek uralma idejére nyúlik vissza Szantorini szigetén.
A velenceiek a sziget legmagasabb pontját választották ki egy várépítéshez, amely egy várat adományozó projekt részeként a szigetet a betolakodók, kalózok és más ellenséges erők ellen védte. A vár elkészültével Pyrgos lett Szantorini fővárosa. Gyakorlatilag a sziget akropolisza, nemcsak katonai szempontból volt erős, hanem szentségi helyként is nagy jelentőséggel bírt, köszönhetően az itteni templomok sokaságának, valamint híres kolostorának.
A legenda szerint az 1510-es években, a török uralom idején egy falusi ember elhatározta, hogy a környékre költözik és fellendíti az addig műveletlen területet. sok arany pénzérmét talált, amelyet a szultánnak küldött, mint a jogos tulajdonosnak, majd 1512-ben szultán hálából kinevezte az addig lakatlan terület tulajdonosának. Az új tulajdonos a magas tornyot épített, hogy onnan belássa és felügyelje a földjeit. Ez volt a terület első települése.
Miután Szantorini elesett az oszmánoktól, Pyrgos funkciója a védelmi erődből a politikai disszidensek száműzetésének helyévé, valamint a vallásosok zarándokhelyévé és meditációs helyévé vált.
A második világháború alatt azonban Pyrgos lett az 1944-es szantorini rajtaütés egyik fő helyszíne, amikor a szövetségesek megpróbálták elfoglalni a szigetet, és kiszorítani az oda telepített német és olasz helyőrségeket.

## Éghajlat
Pírgosznak forró nyarakat okozó mediterrán éghajlata van. A téli hónapok enyhék és esősek, míg a nyári időszak forró és száraz. Az éves csapadékmennyiség 900 mm körül van és késő ősszel tetőzik az esős napok száma.

## Fordítás
- Ez a szócikk részben vagy egészben  a   Pyrgos, Elis című angol Wikipédia-szócikk fordításán alapul.  Az eredeti cikk szerkesztőit annak laptörténete sorolja fel. Ez a jelzés csupán a megfogalmazás eredetét és a szerzői jogokat jelzi, nem szolgál a cikkben szereplő információk forrásmegjelöléseként.